# Habsburg Ferdinánd Zvonimir
Habsburg Ferdinánd Zvonimir (teljes neve németül: Ferdinand Zvonimir Maria Balthus Keith Michael Otto Antal Bahnam Leonhard von Habsburg-Lothringen; Salzburg, 1997. június 21. –) osztrák autóversenyző, IV. Károly magyar király és Bourbon–Pármai Zita királyné dédunokája. A 2021-es Le Mans-i 24 órás verseny egyik kategória győztese.

## Pályafutása

### Gokart
Gokartos karrierje kezdetétől a 62-es rajtszámmal versenyez. 14 évesen kezdett el gokartozni az osztrák Speedworld Academy csapat színeiben. 2014-ben Rotax DD2 kategóriára váltott. Ez volt az utolsó gokartos szezonja, miután több bajnoki cím megszerzése, és három világbajnoki döntő (Portimao – 2012, New Orleans – 2013, Valencia – 2014) után megkezdte formaautós pályafutását.
Eredmények:

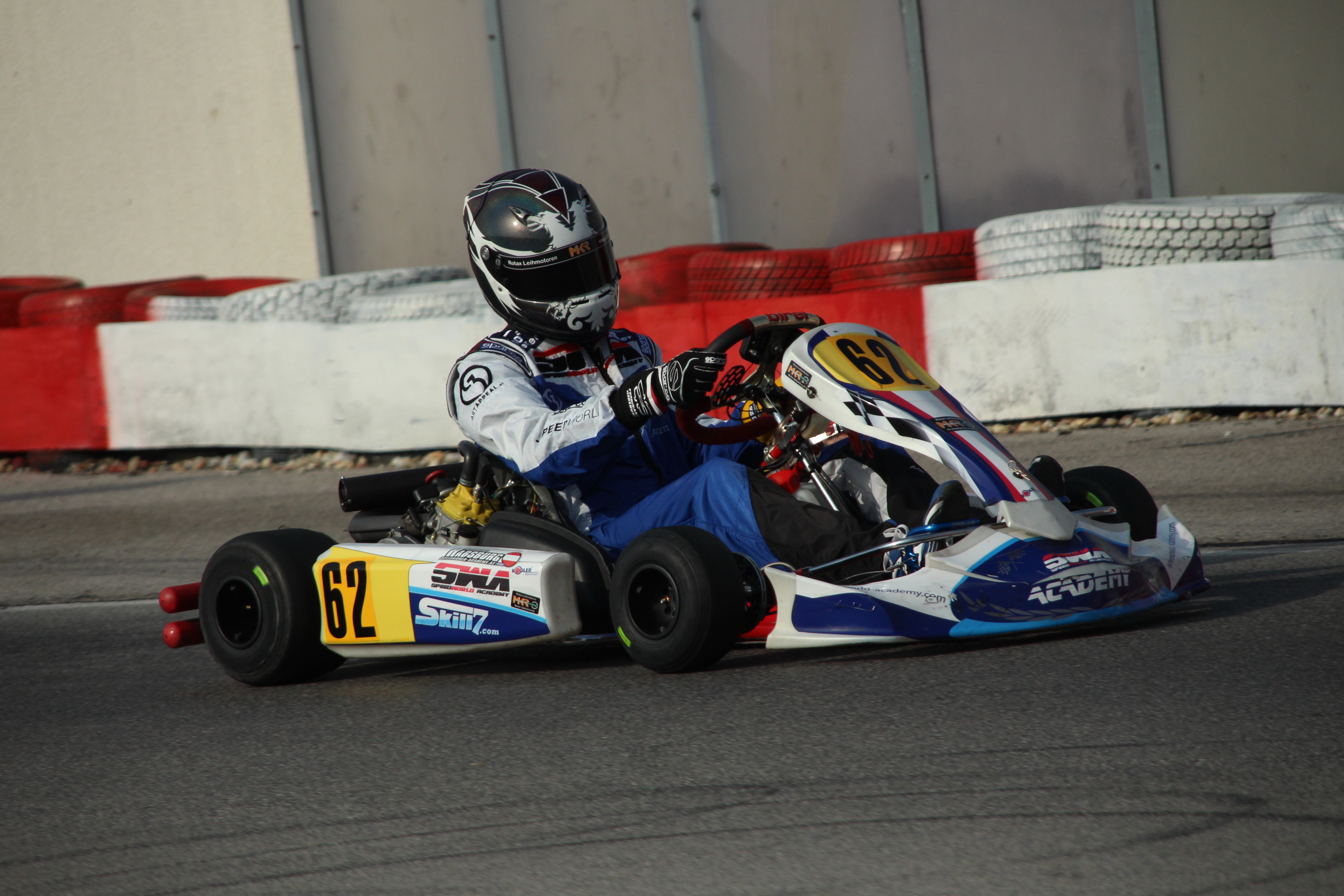
Ferdinánd Gokartozás közben

- 2012 – Felső-ausztriai bajnok, 33. hely a Rotax Max Challenge Világdöntőn Portimaoban.
- 2013 – Magyar bajnok és Felső-ausztriai bajnok Rotax Junior kategóriában, 10. hely a Rotax Max Challenge Világdöntőn New Orleansban.
- 2014 – Osztrák bajnok Rotax DD2 kategóriában, 12. hely a Rotax Max Challenge Világdöntőn Valenciában.

### ArtCar
2014-ben édesanyjával, Thyssen-Bornemisza Franciskával – ismert műgyűjtővel – karöltve, egyedi módon ötvözték az autósportot és a művészetet. Versenyautója festését a híres svájci művészpáros, Lang-Baumann tervezte meg és készítette el.

### Formula Renault 1.6

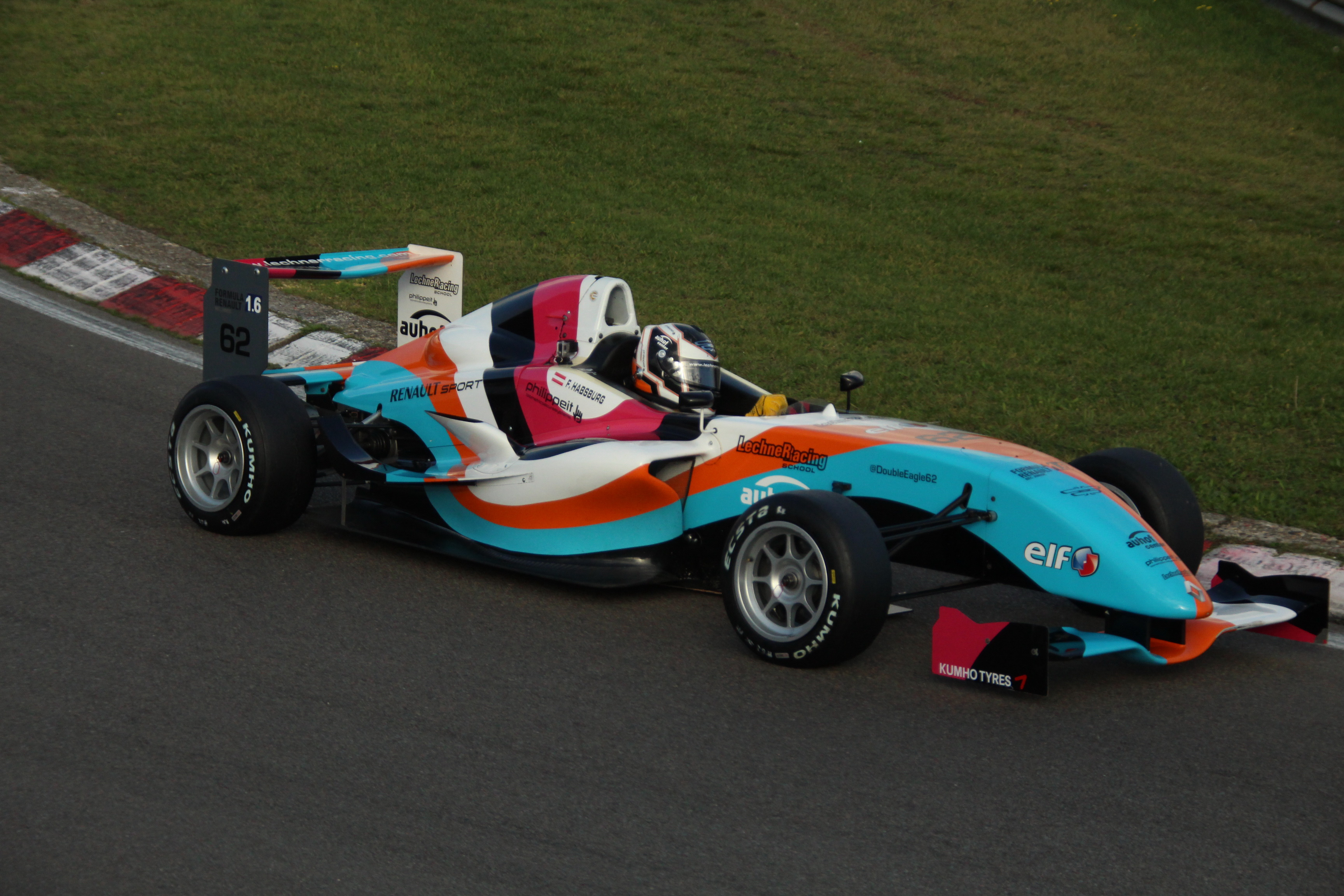
A Formula Renault 1.6 NEC sorozat egyik versenyén

2014-ben a Lechner Racinggel debütált a formaautózás világában a Formula Renault 1.6 NEC bajnokságban,
ahol 100%-os célba érési rátával a bajnokság 4. helyén végzett.

### Toyota Racing Series
2015 januárjában és februárjában az új-zélandi Toyota Racing Series versenysorozatban állt rajthoz a Victory Motor Racing csapat színeiben, ahol az összetett pontverseny 11., míg az újonc értékelés 5. helyén végzett, két dobogós helyezést szerezve.

### Formula Renault 2.0
2015-ben aláírt a többszörös bajnok angol Fortec Motorsports csapathoz. A  Formula Renault 2.0 NEC versenyei mellett három Eurocup és egy ALPS versenyhétvégén is részt vett. A 2015-ös évadának azonban egy súlyos baleset vetett véget idő előtt, melynek következtében a NEC bajnokság utolsó két fordulóján már nem állhatott rajthoz

### Euroformula Open
A balesetet követő 8 hetes kényszerpihenőt követően Habsburg a Euroformula Open versenysorozat barcelonai szezonzáró futamán tért vissza a versenyzéshez. Ez volt egyben élete első Formula–3-as versenyhétvégéje is a spanyol DriveX School színeiben, amelyet két pontszerző helyezéssel zárt.

### Formula–3 Európa-bajnokság
2017-re a Habsburg fellépett az FIA által rendezett Formula–3 Európa-bajnokságba, amelyben a Carlin csapatával állt rajthoz. Nagyon sikeres szezonja volt, négy dobogót szerzett és egy versenyt nyert Spa-ban. A legjelentősebb versenye azonban a Makaói nagydíj volt az év végén. A főversenyen keményen küzdött a brazil Sérgio Sette Câmaraval, de nem tudta megelőzni. Az utolsó körben a Fisherman's Bend kanyar sarkán végül külső íven megelőzte, de túl későn fékezett, és a kanyar kijáratánál a korlátba ütközött. A törött első felfüggesztés ellenére Habsburg végül a negyedik helyen végzett. A híres versenyt Câmara csapattársa, Dan Ticktum nyerte. Mindazonáltal, az osztrák dicséretet kapott mind a csapat főnöke, mind az újságírók által az utolsó körben való tettéért, valamint az egész nagy szezonjával.
2018-ra a csapat meghosszabbította szerződését. Egy évvel később, 2019-ben az ART Grand Prix indította a makaói nagydíjon.

### DTM

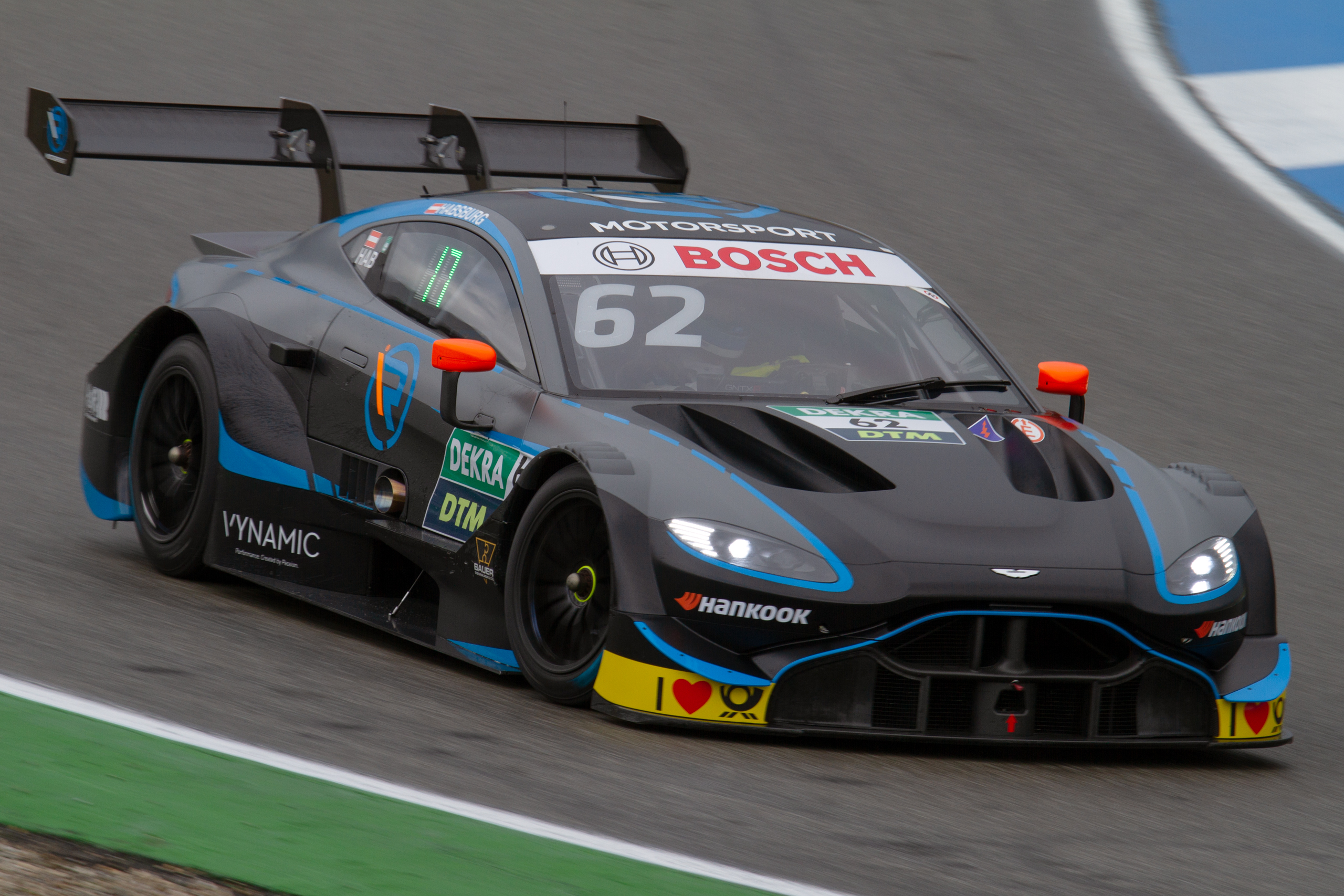
Az Aston Martin Vantage DTM volánja mögött 2019-ben.

2019 februárjában a Német túraautó-bajnokságban (DTM) újonc Aston Martin szerződtette a 2019-es szezonra egy új modellel. Kétszer végzett a pontszerző helyek valamelyikén, egy-egy alkalommal Zolderben és a Norisringen.
2020-ra átigazolt a gyári Audihoz, azon belül a Team WRT-hez. Legjobb eredményét 2020. október 17-én érte el, amikor a dobogós 3. helyen intették le a belgiumi Zolderben. A versenyzők bajnokságát a 10. helyen zárta 68 ponttal.

### Sportautózás
Az orosz G-Drive Racing nevezte a télen futó, 2021-es ázsiai Le Mans-széria mezőnyébe. Két futamgyőzelemmel egyéni bajnoki címet szerzett. Emellett a dán High Class Racing versenyzőjeként ott volt a 2021-es Daytonai 24 óráson, amelyet a sebességváltó meghibásodása miatt a trója feladni kényszerült. Február 26-án bejelentésre került, hogy a Team WRT igazolta le a 2021-es WEC-szezonra az LMP2-es kategóriába. A legendás Le Mans-i 24 órás verseny utolsó körében műszaki hiba miatt megállt az előttük álló testvérautó, így Habsburg megnyerte a futamot Robin Frijns és Charles Milesi csapattársaként. 2021. november 6-án a bahreini 8 órás verseny megnyerésével a WEC LMP2-es kategóriájának bajnoka lett.

## Eredményei

### Karrier összefoglaló
| Év   | Bajnokság                       | Csapat               | Verseny | Győzelem | Pole | Leggyorsabb kör | Dobogó | Pont | Helyezés |
| ---- | ------------------------------- | -------------------- | ------- | -------- | ---- | --------------- | ------ | ---- | -------- |
| 2014 | Formula Renault 1.6 NEC         | Lechner Racing       | 15      | 0        | 0    | 0               | 4      | 213  | 4.       |
| 2015 | Formula Renault 2.0 NEC         | Fortec Motorsports   | 11      | 0        | 0    | 0               | 0      | 62   | 18.      |
| 2015 | Formula Renault 2.0 ALPS        | Fortec Motorsports   | 3       | 0        | 0    | 0               | 0      | —    | HN‡      |
| 2015 | Formula Renault 2.0 Európa-kupa | Fortec Motorsports   | 5       | 0        | 0    | 0               | 0      | —    | HN‡      |
| 2015 | Euroformula Open                | Drivex School        | 2       | 0        | 0    | 0               | 0      | —    | HN‡      |
| 2015 | Toyota Racing Series            | Victory Motor Racing | 16      | 0        | 1    | 1               | 2      | 490  | 11.      |
| 2016 | Euroformula Open                | Drivex School        | 16      | 2        | 4    | 1               | 12     | 247  | 2.       |
| 2016 | Spanyol Formula–3-as bajnokság  | Drivex School        | 6       | 1        | 1    | 0               | 4      | 90   | 3.       |
| 2016 | Formula Renault 2.0 Európa-kupa | Fortec Motorsports   | 15      | 0        | 1    | 0               | 2      | 57   | 10.      |
| 2016 | Formula Renault 2.0 NEC         | Fortec Motorsports   | 10      | 0        | 0    | 0               | 2      | 130  | 11.      |
| 2016 | Makaói nagydíj                  | Fortec Motorsports   | 1       | 0        | 0    | 0               | 0      | —    | Kiesett  |
| 2016 | Toyota Racing Series            | Giles Motorsport     | 15      | 2        | 0    | 1               | 4      | 727  | 4.       |
| 2017 | Formula–3 Európa-bajnokság      | Carlin               | 30      | 1        | 0    | 2               | 4      | 187  | 7.       |
| 2017 | Makaói nagydíj                  | Carlin               | 1       | 0        | 0    | 0               | 0      | —    | 4.       |
| 2017 | Toyota Racing Series            | M2 Competition       | 15      | 0        | 0    | 0               | 2      | 568  | 8.       |
| 2018 | Formula–3 Európa-bajnokság      | Carlin               | 30      | 0        | 0    | 2               | 1      | 87   | 13.      |
| 2018 | Makaói nagydíj                  | Motopark             | 1       | 0        | 0    | 0               | 0      | —    | 10.      |
| 2018 | International GT Open           | Drivex School        | 2       | 0        | 0    | 0               | 0      | 1    | 44.      |
| 2019 | DTM                             | R-Motorsport II      | 17      | 0        | 0    | 0               | 0      | 3    | 18.      |
| 2019 | Blancpain GT Endurance-kupa     | R-Motorsport         | 1       | 0        | 0    | 0               | 0      | 0    | HN       |
| 2019 | Makaói nagydíj                  | ART Grand Prix       | 1       | 0        | 0    | 0               | 0      | —    | Kiesett  |
| 2020 | DTM                             | Audi Sport Team WRT  | 17      | 0        | 1    | 0               | 1      | 68   | 10.      |
| 2020 | Blancpain GT Endurance-kupa     | Audi Sport Team WRT  | 1       | 0        | 0    | 0               | 0      | 0    | HN       |
| 2020 | Intercontinental GT Challenge   | Audi                 | 1       | 0        | 0    | 0               | 0      | 0    | HN       |
| 2021 | WEC                             | Team WRT             | 6       | 3        | 1    | 1               | 4      | 151  | 1.       |
| 2021 | Európai Le Mans-széria          | Algarve Pro Racing   | 6       | 0        | 0    | 0               | 1      | 22,5 | 13.      |
| 2021 | Ázsiai Le Mans-széria           | G-Drive Racing       | 4       | 2        | 0    | 1               | 3      | 81   | 1.       |

* A szezon jelenleg is zajlik.
‡  Mivel Ferdinánd vendégpilóta volt, ezért nem részesült pontokban.

### Teljes Euroformula Open eredménysorozata
| Év   | Csapat        | 1   | 1   | 2   | 2   | 3   | 3   | 4   | 4   | 5   | 5   | 6   | 6   | 7   | 7   | 8   | 8   | Helyezés | Pont |
| 2015 | Drivex School | CAT | CAT | JER | JER | LEC | LEC | EST | EST | SIL | SIL | RBR | RBR | SPA | SPA | MNZ | MNZ | —        | —    |
| ---- | ------------- | --- | --- | --- | --- | --- | --- | --- | --- | --- | --- | --- | --- | --- | --- | --- | --- | -------- | ---- |
| 2015 | Drivex School |     |     |     |     |     |     |     |     |     |     |     |     |     |     | 10  | 4   | —        | —    |
| 2016 | Drivex School | EST | EST | SPA | SPA | LEC | LEC | SIL | SIL | RBR | RBR | MNZ | MNZ | JER | JER | CAT | CAT | 2.       | 247  |
| 2016 | Drivex School | 2   | 9   | 3   | 3   | 1   | 2   | 4   | 2   | 2   | Ki  | 3   | 2   | 7   | 2   | 1   | 2   | 2.       | 247  |

### Teljes Formula–3 Európa-bajnokság eredménysorozata
(Táblázat értelmezése)

(Félkövér: pole-pozícióból indult; dőlt: leggyorsabb kört futott) 

| Év   | Csapat | Motor      | 1        | 2        | 3        | 4        | 5       | 6        | 7        | 8       | 9       | 10       | 11       | 12       | 13       | 14       | 15       | 16       | 17       | 18      | 19       | 20      | 21      | 22       | 23       | 24       | 25      | 26      | 27      | 28       | 29       | 30       | Helyezés | Pont |
| ---- | ------ | ---------- | -------- | -------- | -------- | -------- | ------- | -------- | -------- | ------- | ------- | -------- | -------- | -------- | -------- | -------- | -------- | -------- | -------- | ------- | -------- | ------- | ------- | -------- | -------- | -------- | ------- | ------- | ------- | -------- | -------- | -------- | -------- | ---- |
| 2017 | Carlin | Volkswagen | SIL 1 12 | SIL 2 13 | SIL 3 12 | MNZ 1 3  | MNZ 2 5 | MNZ 3 5  | PAU 1 8  | PAU 2 8 | PAU 3 6 | HUN 1 15 | HUN 2 10 | HUN 3 12 | NOR 1 Ki | NOR 2 15 | NOR 3 8  | SPA 1 8  | SPA 2 1  | SPA 3 6 | ZAN 1 4  | ZAN 2 6 | ZAN 3 2 | NÜR 1 5  | NÜR 2 6  | NÜR 3 Ki | RBR 1 6 | RBR 2 9 | RBR 3 4 | HOC 1 3  | HOC 2 20 | HOC 3 Ki | 7.       | 187  |
| 2018 | Carlin | Volkswagen | PAU 1 11 | PAU 2 11 | PAU 3 Ki | HUN 1 Ki | HUN 2 8 | HUN 3 15 | NOR 1 18 | NOR 2 5 | NOR 3 9 | ZAN 1 14 | ZAN 2 5  | ZAN 3 7  | SPA 1 Ki | SPA 2 10 | SPA 3 12 | SIL 1 13 | SIL 2 13 | SIL 3 9 | MIS 1 12 | MIS 2 7 | MIS 3   | NÜR 1 Ki | NÜR 2 10 | NÜR 3 11 | RBR 1 5 | RBR 2 8 | RBR 3 6 | HOC 1 Ki | HOC 2 12 | HOC 3 6  | 13.      | 87   |

### Teljes DTM eredménylistája
(Táblázat értelmezése)

(Félkövér: pole-pozícióból indult; dőlt: leggyorsabb kört futott) 

| Év   | Csapat              | 1        | 2        | 3       | 4        | 5        | 6        | 7        | 8        | 9        | 10       | 11       | 12       | 13       | 14       | 15       | 16       | 17       | 18       | Helyezés | Pont |
| ---- | ------------------- | -------- | -------- | ------- | -------- | -------- | -------- | -------- | -------- | -------- | -------- | -------- | -------- | -------- | -------- | -------- | -------- | -------- | -------- | -------- | ---- |
| 2019 | R-Motorsport II     | HOC 1 Ki | HOC 2 13 | ZOL 1 9 | ZOL 2 Ki | MIS 1 14 | MIS 2 12 | NOR 1 10 | NOR 2 11 | ASS 1 13 | ASS 2 12 | BRH 1 15 | BRH 2 11 | LAU 1 15 | LAU 2 Ki | NÜR 1 11 | NÜR 2 15 | HOC 1 Ni | HOC 2 11 | 18.      | 3    |
| 2020 | Audi Sport Team WRT | SPA 1 Ni | SPA 2 15 | LAU 1 6 | LAU 2 10 | LAU 1 11 | LAU 2 14 | ASS 1 8  | ASS 2 7  | NÜR 1 11 | NÜR 2 15 | NÜR 1 7  | NÜR 2 6  | ZOL 1 7  | ZOL 2 7  | ZOL 1 3  | ZOL 2 10 | HOC 1 11 | HOC 2 14 | 10.      | 68   |

† A versenyt nem fejezte be, de helyezését értékelték, mert a versenytáv több, mint 75%-át teljesítette.

### Teljes FIA World Endurance Championship eredménysorozata
(Táblázat értelmezése)

(Félkövér: pole-pozícióból indult; dőlt: leggyorsabb kört futott) 

| Év   | Csapat   | Osztály | Kasztni  | Motor                 | 1      | 2     | 3     | 4     | 5     | 6     | Helyezés | Pont |
| ---- | -------- | ------- | -------- | --------------------- | ------ | ----- | ----- | ----- | ----- | ----- | -------- | ---- |
| 2021 | Team WRT | LMP2    | Oreca 07 | Gibson GK428 4.2 L V8 | SPA 10 | ALG 4 | MNZ 2 | LMS 1 | BHR 1 | BHR 1 | 1.       | 151  |

* A szezon jelenleg is zajlik.

### Le Mans-i 24 órás autóverseny
| Év   | Csapat   | Csapattárs                  | Autó            | Kategória | Kör | Összetett Helyezés | Kategória Helyezés |
| ---- | -------- | --------------------------- | --------------- | --------- | --- | ------------------ | ------------------ |
| 2021 | Team WRT | Robin Frijns Charles Milesi | Oreca 07-Gibson | LMP2      | 363 | 6.                 | 1.                 |

### Teljes Európai Le Mans-széria eredménylistája
(Táblázat értelmezése)

(Félkövér: pole-pozícióból indult; dőlt: leggyorsabb kört futott) 

| Év   | Csapat             | Osztály | Kasztni  | Motor                 | 1      | 2     | 3     | 4      | 5      | 6     | Helyezés | Pont |
| ---- | ------------------ | ------- | -------- | --------------------- | ------ | ----- | ----- | ------ | ------ | ----- | -------- | ---- |
| 2021 | Algarve Pro Racing | LMP2    | Oreca 07 | Gibson GK428 4.2 L V8 | CAT 11 | RBR 8 | LEC 7 | MNZ 10 | SPA Ki | ALG 3 | 13.      | 22,5 |

### Daytonai 24 órás autóverseny
| Év   | Csapat               | Csapattárs                                      | Autó            | Kategória | Kör | Összetett Helyezés | Kategória Helyezés |
| ---- | -------------------- | ----------------------------------------------- | --------------- | --------- | --- | ------------------ | ------------------ |
| 2018 | Jackie Chan DCR Jota | António Félix da Costa Alex Brundle Ho-Pin Tung | Oreca 07-Gibson | P         | 804 | 5.                 | 5.                 |
| 2021 | High Class Racing    | Robert Kubica Dennis Andersen Anders Fjordbach  | Oreca 07-Gibson | LMP2      | 56  | Kiesett            | Kiesett            |

## Családja
Apja Habsburg Károly, Habsburg Ottó fia és IV. Károly, az utolsó magyar király, osztrák császár és cseh király unokája. Anyja kászoni és impérfalvi Thyssen-Bornemisza Franciska (1958–) bárónő, kászoni és impérfalvi Thyssen-Bornemisza János Henrik (1921–2002) báró és a harmadik feleségének, Fiona Frances Elaine Campbell-Walternek a lánya. János Henrik báró kászoni és impérfalvi Thyssen-Bornemisza Henrik (1875–1947) és kászoni és impérfalvi Bornemissza Margit (1887–1972) bárónő fia volt.
Habsburg Ferdinándot 1997. szeptember 20-án keresztelték meg Zágrábban. A szertartást Franjo Kuharić (1919–2002) bíboros, rangidős zágrábi érsek vezette. A Habsburgok 1918-ig Horvátország királyai is voltak, ezért a zágrábi keresztelő jelképes aktus volt, és a horvátok rokonszenvét kívánták elnyerni azzal, hogy Zvonimir Demeter (–1089) horvát királynak, Árpád-házi Ilona (–1091 körül) férjének a nevét kapta második keresztnévként. Ő volt az a horvát király, aki egyesítette az országot, és lényegében megalapította a horvát államot. Az első keresztnevét a Ferdinándot pedig III. Ferdinánd kasztíliai király után adták neki, aki legyőzte a mórokat. Ennek ellenére a horvátok többsége Ferenc Ferdinándra asszociált, akit Szarajevóban gyilkoltak meg a feleségével. Az első Habsburg-házi fiúunokája keresztelői ünnepségén megjelent a nagyapa, Habsburg Ottó is, amely a horvát Nemzeti Színház épületében volt tartva. A teátrumot I. Ferenc József avatta fel, mint horvát király.
2010. február 10-én részt vett nagyanyja, Szász-Meiningeni Regina temetésén Pöckingben, amikor a 12 éves Ferdinánd unokatestvérével, az ötéves Károly Konstantinnal, Habsburg György fiával, ketten vitték nagyanyjuk érmeit és kitüntetéseit egy bársonypárnán.